# BBC北愛爾蘭
BBC北愛爾蘭（英語：BBC Northern Ireland）是英國廣播公司（BBC）在北愛爾蘭地區提供的公共廣播電視服務。BBC北愛爾蘭和BBC蘇格蘭、BBC威爾士並為BBC的三個「國家區域」（national regions）機構，其總部位於貝爾法斯特。BBC北愛爾蘭提供電視、廣播、網絡和互動電視服務。現在BBC北愛爾蘭僱傭有700位員工，大多數都工作在貝爾法斯特。